# Mon frère - Tutto per mio fratello
Mon frère - Tutto per mio fratello (Mon frère) è un film francese, diretto da Julien Abraham. La pellicola, che ha goduto del sostegno della regione dell'Île-de-France, vede come protagonisti il rapper Mohamed Sylla, noto come MHD, e Darren Muselet.

## Trama
Teddy, un ragazzo francese minorenne, è accusato dell'omicidio del padre violento. Dopo che la madre abbandona i figli per mettersi in salvo dal marito, il fratello dodicenne Andy viene affidato alla nonna. L'autorità stabilisce l'affidamento di Teddy in un centro educativo per minorenni, dove si trova costretto a confrontarsi con altri giovani in attesa di giudizio, immerso in un mondo brutale di cui non conosce le regole. La madre si è trasferita ad Amsterdam.
Teddy prova a sopravvivere nel centro isolandosi, ma si trova immischiato nelle dinamiche di potere messe in atto dai suoi pari. Uno di questi è Enzo un ragazzo aggressivo che si atteggia a capo del gruppo e vessa Teddy, sotto gli occhi degli educatori, che sembrano incapaci di prendere in pugno la situazione. Solo una psicologa sembra riuscire ad entrare in empatia con Enzo e Teddy.
Mo, un ragazzo robusto, affidato al centro per violenze domestiche, simpatizza con Teddy e lo convince a sottrarre agli educatori il dossier di Enzo. Si scopre quindi che Enzo è orfano di entrambi i genitori e che il padre adottivo abusava sessualmente di lui. Mo utilizza le informazioni acquisite per spodestare Enzo attraverso atti vessatori e brutali: prima lo sottomette psicologicamente, descrivendolo come omosessuale e prostituto del padre adottivo, poi lo picchia violentemente e, infine, tenta di violentarlo nei bagni con il manico di una scopa, con la collaborazione degli altri ragazzi e sotto gli occhi di Teddy, che interviene in suo soccorso.
Teddy ed Enzo, quindi, superano il forte conflitto iniziale e fanno amicizia. Insieme pianificano la fuga dal centro.
Enzo però prima vuole vendicarsi: elude i controlli notturni, esce dal centro e si procura una pistola. Entra nella stanza di Mo e lo picchia brutalmente. Lo vuole uccidere sparandogli. Quando mette il colpo in canna però interviene Teddy, che lo convince a non rovinarsi la vita per le conseguenze di un omicidio.
I due scappano dal centro quella stessa notte. Rubano un motorino e fuggono dalla polizia. Giungono a casa della nonna e Teddy prende con sé il fratellino. Con la vecchia automobile della nonna, i tre si dirigono ad Amsterdam per raggiungere la madre. Durante il viaggio l'auto si guasta in Belgio. Raggiunto a piedi un autogrill, Enzo rapina dell'automobile due francesi. Quindi il viaggio per Amsterdam prosegue senza intoppi.
Una volta giunti alla casa della madre, Teddy ed Andy vedono la madre rientrare in casa scoprono che la madre è incinta. Teddy resta impietrito e sembra non volerla più incontrare, incapace di perdonarla per l'abbandono. Enzo li convince a salire in casa dalla madre. Lui resta in macchina per strada, sembra non avere un luogo dove stare, in un mondo che non gli appartiene.
Intanto che Teddy e Andy si ricongiungono alla madre, un educatore e la psicologa, appena arrivati ad Amsterdam sulle loro tracce, provano a bloccare Enzo. Teddy vede la scena dalla finestra e sale sul tetto dell'abitazione, minacciando di suicidarsi. L'educatore capisce la situazione lascia scappare Enzo. La psicologa sale sul tetto e interviene dicendo a Teddy che Andy ha confessato l'omicido del padre alla nonna e che trattandosi di legittima difesa, nessuno finirà in carcere. Teddy cade sulle sue gambe disperato.

## Distribuzione
È stato distribuito in Francia da BAC Films. È uscito nelle sale francesi il 31 luglio 2019. Il 9 novembre 2019 ha partecipato al Lumières d'Afrique Film Festival. È disponibile sulla piattaforma Netflix dal 22 novembre 2019.